# Dollar Tree
Dollar Tree Stores, Inc., anteriormente conocido como Only $1.00 (Todo por $ 1,00), es una cadena estadounidense de tiendas de descuento que vende artículos por $ 1.25 o menos. Con sede en Chesapeake, Virginia, es una compañía que aparece en la lista Fortune 500 y opera más de 15 115 tiendas en los 48 estados contiguos de los EE. UU. y Canadá. Sus tiendas cuentan con el respaldo de una red logística nacional de once centros de distribución. La compañía opera tiendas de un dólar bajo los nombres de Dollar Tree y Dollar Bills. También opera una cadena de tiendas de variedades de múltiples precios bajo la marca Family Dollar . 
Dollar Tree compite en las tiendas de dólar y en los mercados minoristas de gama baja. Cada Dollar Tree almacena una variedad de productos que incluyen marcas nacionales, regionales y de marca privada. Los departamentos que se pueden encontrar en una tienda de Dollar Tree incluyen salud y belleza, comida y snacks, fiesta, decoración para el hogar, artículos para el hogar, cristalería, vajilla, artículos de limpieza para el hogar, dulces, juguetes, regalos, bolsas de regalo y envoltorios, papelería, artículos de artesanía y manualidades, artículos de enseñanza, automotriz, electrónica, artículos para mascotas y libros. La mayoría de las tiendas Dollar Tree también venden alimentos congelados y productos lácteos como leche, huevos, pizza, helados, cenas congeladas y productos horneados precocidos. En agosto de 2012, la compañía comenzó a aceptar cupones del fabricante en todas sus tiendas.

## Historia

### Primeros años
En 1953, KR Perry abrió una tienda Ben Franklin en Norfolk, Virginia, que más tarde se conoció como K&K 5&10 . En 1970, KR Perry, Doug Perry y Macon Brock fundaron K&K Toys en Norfolk, Virginia. Este concepto de centro comercial creció a más de 130 tiendas en la costa este . En 1986, Doug Perry, Macon Brock y Ray Compton empezaron otra cadena de tiendas llamada Only $ 1.00 con cinco tiendas, una en Georgia, una en Tennessee y tres en Virginia. La expansión de las tiendas de un dólar continuó junto con las tiendas K&K Toys, principalmente en centros comerciales cerrados. En 1991, la corporación tomó la decisión de centrarse exclusivamente en la expansión de las tiendas de un dólar después de vender las tiendas K&K a KB Toys, propiedad de Melville Corporation . 

### Década de los 90
En 1993, el nombre sólo $ 1.00 fue cambiado a Dollar Tree Stores a la dirección de lo que podría ser una estrategia multi-precio en el futuro, y la parte de capital interés fue vendido a los socios de SKM, una firma de capital privado . 
Brock y los cofundadores de Dollar Tree tuvieron la idea de la compañía de otra empresa minorista conocido como Everything's A Dollar, que se declaró en quiebra en la década de los 90.
El 6 de marzo de 1995, Dollar Tree, Inc. se hizo pública en el intercambio de NASDAQ a $ 15 por acción, con una capitalización de mercado calculada en $ 225 millones. 
En 1996, Dollar Tree adquirió a la empresa Dollar Bill $, Inc., una cadena de 136 tiendas con sede en Chicago . 
En 1997, la compañía inauguró su primer centro de distribución y su nuevo centro de soporte de tiendas, ambos ubicados en Chesapeake, Virginia . 
En 1998, Dollar Tree adquirió 98-Cent Clearance Centers en California . 
En 1999, Dollar Tree adquirió las tiendas Only $ One con sede en Nueva York . Ese mismo año, la compañía inauguró su segundo centro de distribución en Olive Branch, Mississippi .

### Década de los 2000s

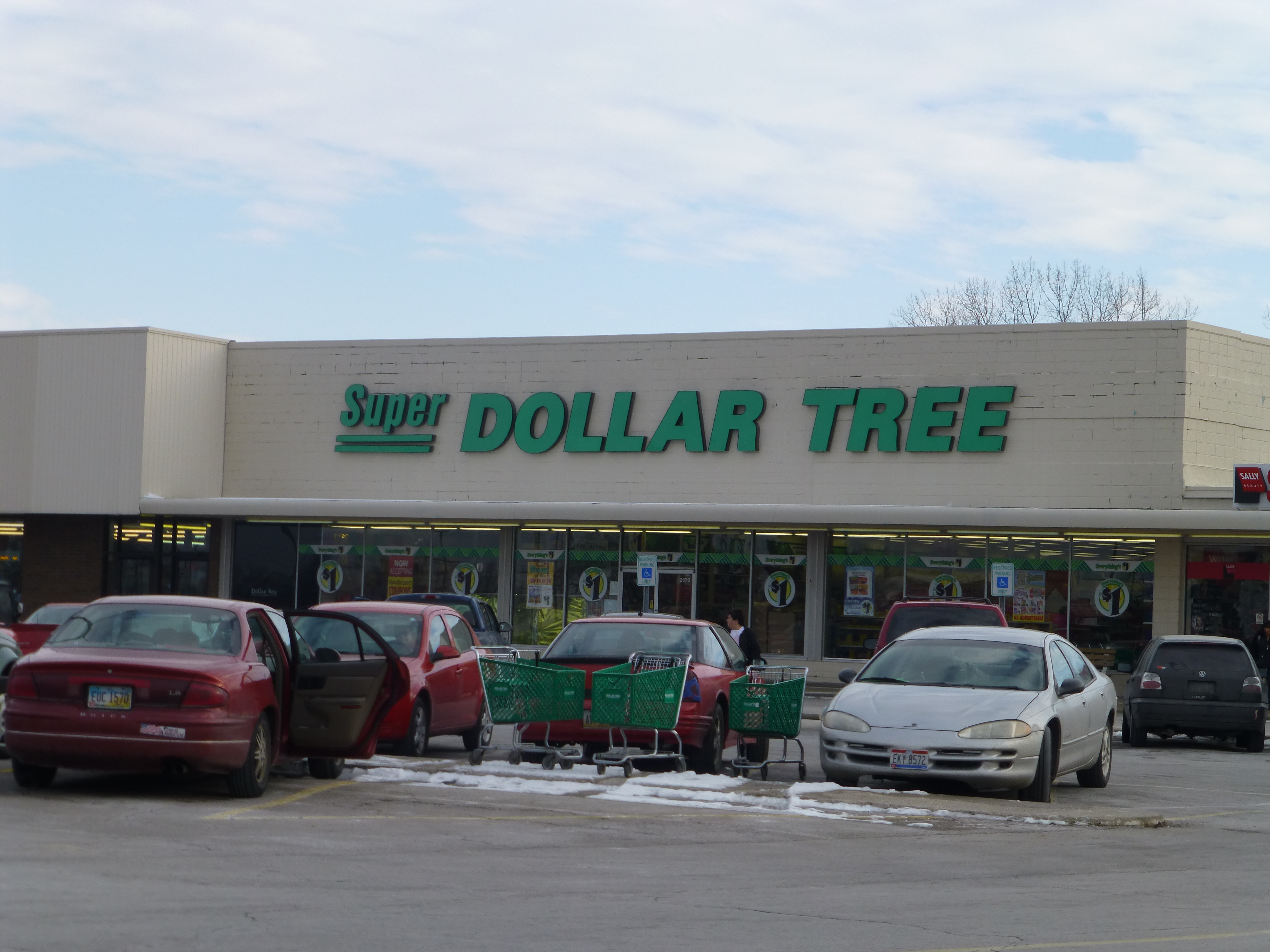
Esta tienda Dollar Tree en Northwood, Ohio, es una de las pocas tiendas que sigue utilizando el logotipo desaparecido de Super Dollar Tree.

En 2000, Dollar Tree adquirió Dollar Express, una empresa con sede en Filadelfia, y también construyó un nuevo centro de distribución en Stockton, California . En 2001, la compañía abrió dos centros de distribución adicionales, en Savannah, Georgia, y Briar Creek, Pensilvania . En 2003, Dollar Tree adquirió Greenbacks, Inc., con sede en Salt Lake City, Utah, y abrió un nuevo centro de distribución en Marietta, Oklahoma . 
En 2004, Dollar Tree abrió su primera tienda en Dakota del Norte, que marcó su operación de tiendas en los 48 estados contiguos. La compañía también abrió nuevos centros de distribución en Joliet, Illinois, y Ridgefield, Washington . 
En 2006, Dollar Tree celebró su vigésimo año de venta minorista a un precio de $ 1.00, abrió su 3.000 tienda y adquirió 138 tiendas DEAL $, anteriormente propiedad de SUPERVALU INC. 
En 2007, Dollar Tree expandió su Centro de Distribución Briar Creek, cruzó el umbral de ventas de $ 4 mil millones y tuvo una capitalización de mercado de $ 3.29 mil millones. En 2008, Dollar Tree se ganó un lugar en Fortune 500. A finales de 2009, la compañía abrió una tienda en Washington D. C., y compró un nuevo centro de distribución en San Bernardino, California . 
En 2009, Dollar Tree rediseñó su sitio web con una nueva plataforma de comercio electrónico. DollarTree.com vende productos de Dollar Tree en grandes cantidades a particulares, pequeñas empresas y organizaciones. La compañía también anuncia eventos en la tienda, promociones especiales, promociones de temporada y productos destacados a través del sitio y los usuarios pueden ubicar una tienda minorista, buscar información sobre Dollar Tree y ver retiros de productos. Dollar Tree también agregó recientemente calificaciones de clientes y reseñas e historias de clientes al sitio.

### 2010s

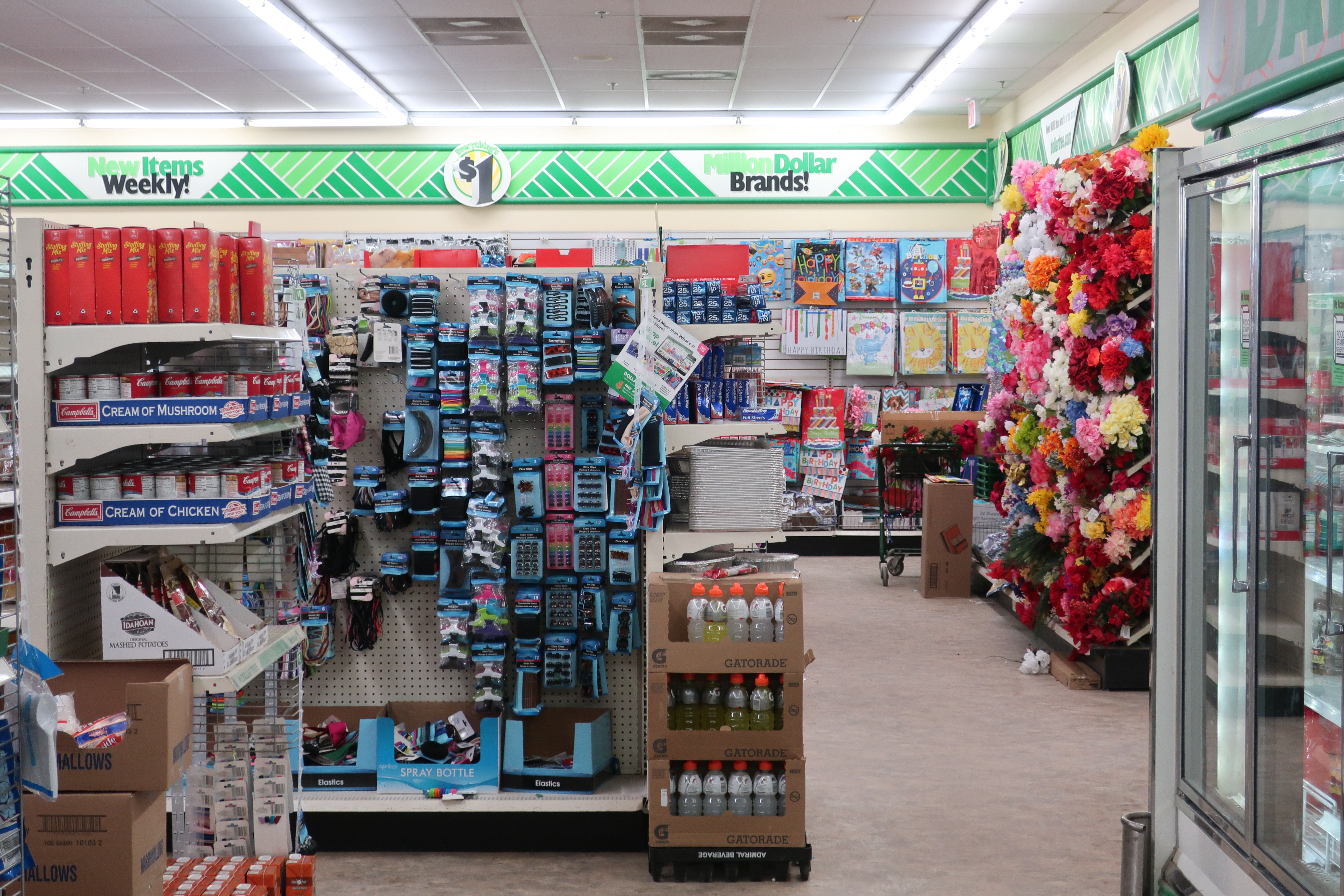
Interior de un árbol de dólar en Gillette, Wyoming

En 2010, la corporación abrió su tienda número 4.000 y adquirió 86 tiendas Canadian Dollar Giant con sede en Vancouver, Columbia Británica . Las tiendas operan en Columbia Británica, Alberta, Saskatchewan y Ontario . Estas son las primeras tiendas minoristas fuera de los Estados Unidos operadas por Dollar Tree. 
En 2011, Dollar Tree logró ventas totales de $ 6.63 mil millones, abrió 278 nuevas tiendas y completó una expansión de 400,000 pies cuadrados de su centro de distribución en Savannah, Georgia. 
En 2012, Dollar Tree abrió otras 345 tiendas nuevas y superó las ventas de $ 7 mil millones, con un límite de mercado de fin de año de $ 9,13 mil millones. 
El 28 de julio de 2014, Dollar Tree anunció que estaba ofreciendo $ 9.2 mil millones para la compra de la cadena de tiendas de la competencia Family Dollar . El 18 de agosto de 2014, Dollar General presentó una oferta competitiva de $ 9.7 mil millones por Family Dollar. La oferta fue rechazada el 20 de agosto de 2014 por la junta de Family Dollar, que dijo que procedería con el acuerdo con Dollar Tree.
En enero de 2015, Dollar Tree anunció planes para desinvertir 300 tiendas con el fin de apaciguar a los reguladores de EE. UU.  
En junio de 2015, la firma acordó vender 330 tiendas a la compañía de capital privado Sycamore Partners como parte del proceso de aprobación para su adquisición de Family Dollar por $ 8,5 mil millones.
La compañía ocupó el puesto 134 en la lista Fortune 500 2018 de las corporaciones de los Estados Unidos por ingresos.
En marzo de 2019, como parte de su plan de reposición, Dollar Tree anunció que cerrará hasta 390 tiendas Family Dollar junto con la renovación de otras 1,000 ubicaciones.

## Estrategia de negocios

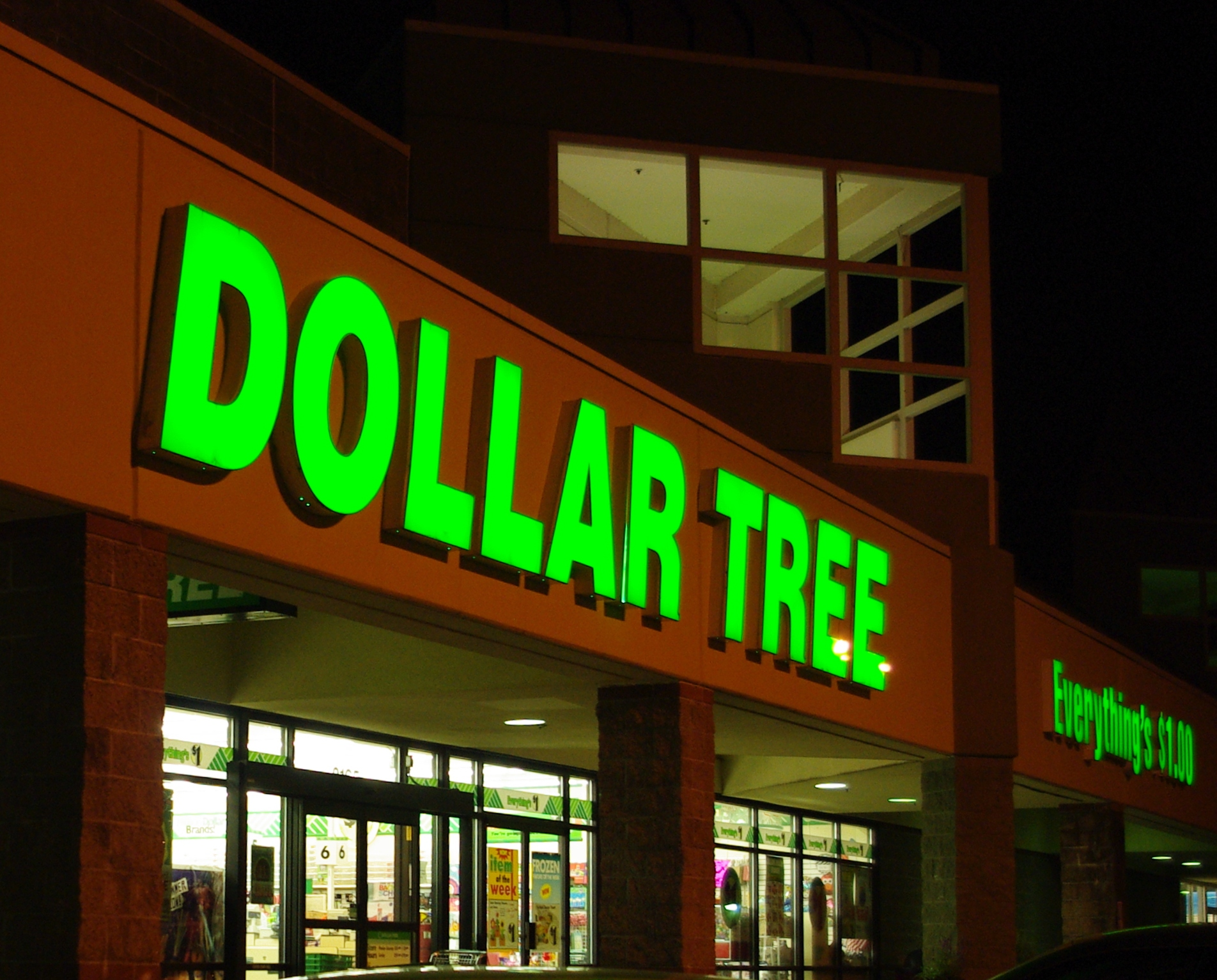
Exterior de una tienda en Hillsboro, Oregón

Dollar Tree está clasificado como una tienda de descuento extremo. Afirma ser capaz de lograr esto porque sus compradores "trabajan extremadamente duro para encontrar las mejores ofertas", y tiene "un gran control sobre el tremendo poder de compra al precio del dólar". Sus precios están diseñados principalmente para atraer a las personas con dificultades financieras, pero también se ha vuelto popular entre los clientes más ricos.  

### Oferta familiar en dólares
El 28 de julio de 2014, Dollar Tree anunció que ambas partes habían llegado a un acuerdo y aprobado para comprar Family Dollar por $ 8,5 mil millones más la adquisición de la deuda de $ 1 mil millones que actualmente tiene Family Dollar. El acuerdo llegó el mes siguiente a la demanda de Carl Icahn , inversionista activista y accionista principal que Family Dollar se ponga a la venta de inmediato. Después de que se cerró su acuerdo, Dollar General ingresó a la licitación, superando la oferta de Dollar Tree, con una oferta de $ 9.7 mil millones el 18 de agosto de 2014. El 20 de agosto de 2014, Family Dollar rechazó la oferta de Dollar General, diciendo que no era una cuestión de precio, sino preocupaciones por cuestiones antimonopolio que habían convencido a la compañía y a sus asesores de que el acuerdo no podía concluirse en los términos propuestos. La junta de Family Dollar había estado analizando posibles problemas antimonopolio que podrían surgir de hacer un trato con Dollar General, desde el comienzo del año, una declaración del CEO Howard Levine esbozó.

## Canadá
Las tiendas Dollar Tree en Canadá venden artículos por C $ 1,25 o menos. El 11 de octubre de 2010, Dollar Tree anunció la adquisición de Dollar Giant, originalmente incorporado en 2001 en Vancouver, Canadá, por $ 52 millones. En el momento de la adquisición, Dollar Giant tenía alrededor de 85 puntos de venta en las provincias de Columbia Británica, Alberta, Saskatchewan y Ontario . Aproximadamente 30 de sus puntos de venta se encuentran en Columbia Británica, por lo que es la cadena de tiendas más grande en dólares de esa provincia. Fue el cuarto mayor operador de tiendas en dólares de Canadá. Dollar Tree ha cambiado el nombre de todas sus tiendas Dollar Giant a Dollar Tree; Estas fueron las primeras tiendas minoristas fuera de los Estados Unidos operadas por Dollar Tree. La compañía ahora opera 227 tiendas en Canadá, concentradas en el oeste de Canadá y Ontario. El equipo de comercialización de Dollar Tree Canada se encuentra en Mississauga, Ontario, mientras que su oficina corporativa permanece en Burnaby, en el Gran Vancouver .

## Recuerda
La Comisión de Seguridad de Productos para el Consumidor enumera varios retiros de productos vendidos en las tiendas Dollar Tree. Los productos retirados del mercado incluyen frascos de salsa con vidrio roto en su interior, mini pistolas de pegamento termofusibles (retiradas en enero de 2008) que podrían provocar un cortocircuito y causar quemaduras,  y juegos de velas (retirados en febrero de 2004) que podrían producir una llama excesiva.  